# Дамиано, Анджело
Анджело Дамиано (итал. Angelo Damiano; род. 30 сентября 1938, Неаполь) — итальянский трековый велогонщик, выступавший на международном уровне в период 1962—1972 годов. Чемпион летних Олимпийских игр в Токио, победитель Средиземноморских игр, бронзовый призёр чемпионата мира, чемпион итальянского национального первенства на треке.

## Биография
Анджело Дамиано родился 30 сентября 1938 года в Неаполе, Италия.
Впервые заявил о себе на международной арене в сезоне 1962 года, став вторым в спринте на любительских трековых соревнованиях в Копенгагене.
В 1963 году совместно с олимпийским чемпионом Серджо Бьянкетто одержал победу в тандеме на чемпионате Италии, вошёл в основной состав итальянской национальной сборной и выступил на домашних Средиземноморских играх в Неаполе, где был лучшим в мужском спринте.
Благодаря череде удачных выступлений удостоился права защищать честь страны на летних Олимпийских играх 1964 года в Токио. Стартовал в программе тандема вместе со своим партнёром Серджо Бьянкетто — в полуфинале они благополучно прошли дисквалифицированных немцев, а в решающем финальном противостоянии со счётом 2:1 взяли верх над сборной Советского Союза, завоевав тем самым золотые олимпийские медали.
Вскоре после токийской Олимпиады в 1965 году Дамиано перешёл в профессионалы, выступал за такие итальянские команды как Termozeta Dei, Ignis, Scic и Ferretti, однако каких-то особенно значимых достижений с ними не добился. Одно из наиболее важных достижений в этот период — бронзовая медаль, выигранная в спринте на трековом чемпионате мира в Амстердаме.
По окончании сезона 1972 года Анджело Дамиано принял решение завершить карьеру профессионального спортсмена.